# رکسانا برهمن
رکسانا (راکسی) برهمن (انگلیسی: Roxy Barahman) بازیکن بسکتبال ایرانی-آمریکایی در ۶ مه ۱۹۹۸ در کلباسس، کالیفرنیا از والدینی ایرانی به دنیا آمده است.

## باشگاهی
وی سابقه حضور در لیگ‌های معتبر یونان و فرانسه را دارد و هم‌اکنون نیز برای تیم فوجیان در لیگ چین بازی می‌کند.

## تیم ملی
او در آوریل ۲۰۲۵ به تیم ملی بسکتبال زنان ایران پیوسته و پیراهن شماره ۲۱ تیم ملی را بر تن کرده است. تیم ملی زنان ایران در مسابقات «وابا» غرب آسیا با دو برد برای اولین بار در تاریخ قهرمان شد و مجوز حضور در دیویژن B آسیا را کسب کرد. رکسانا برهمن نیز در اولین مسابقات خوب ظاهر شد. او در دیدار برابر سوریه که اولین حضورش با تیم ملی ایران بود درخشید و برترین بازیکن زمین شد. او در این دیدار ۳۱ دقیقه و ۱۶ ثانیه در داخل میدان بود و ۲۵ امتیاز، هفت ریباند، چهار توپ‌ربایی و ۲دو پاس گل داشت و برترین بازیکن این دیدار شد. این دیدار با نخستین حضور رکسانا برهمن، بازیکن ایرانی-آمریکایی ۲۷ ساله، همراه شد؛ برهمن بدون شرکت در اردوهای آماده‌سازی تیم ملی و بدون تمرین قبلی با هم‌تیمی‌هایش، در اولین حضور رسمی خود برای ایران موفق شد ۲۵ امتیاز به دست آورد.